# Генеральна схема розробки родовища
Генера́льна схе́ма розро́бки родо́вища (рос.генеральная схема разработки месторождения; англ. general (main) diagram of field development; нім. Hauptschema n der Lagerstättebearbeitung f) — основна, провідна схема, в якій визначаються принципові положення розробки окремих покладів великого родовища.